# Une botte d'asperges
Une botte d'asperges, ou parfois La botte d'asperges ou simplement Botte d'asperges, est un tableau peint par Édouard Manet en 1880. Nature morte, il s'agit d'une botte d'asperges sur une toile haute de 46 cm et large de 55 cm.

## Histoire
Le collectionneur d'art Charles Ephrussi commande en 1880 à Édouard Manet une nature morte représentant une botte d'asperges, pour la somme de 800 francs. À la réception de l'œuvre, il lui en donne 1 000. Manet décide alors d'offrir un autre tableau — L'Asperge —, de plus petites dimensions, à son généreux commanditaire, qu'il lui envoie accompagné du billet suivant : « Il en manquait une à votre botte ».
Les propriétaires successifs sont, après Ephrussi, le galeriste Paul Cassirer (mai 1903), puis le peintre Max Liebermann pour 24 300 reichsmarks (6 avril 1907), la peinture demeurant alors dans la famille Liebermann jusqu'en 1967, date à laquelle elle est acquise par le banquier Hermann Josef Abs pour 1 360 000 dollars américains. L'œuvre est actuellement conservée au musée Wallraf Richartz sous la forme d'un prêt permanent. 

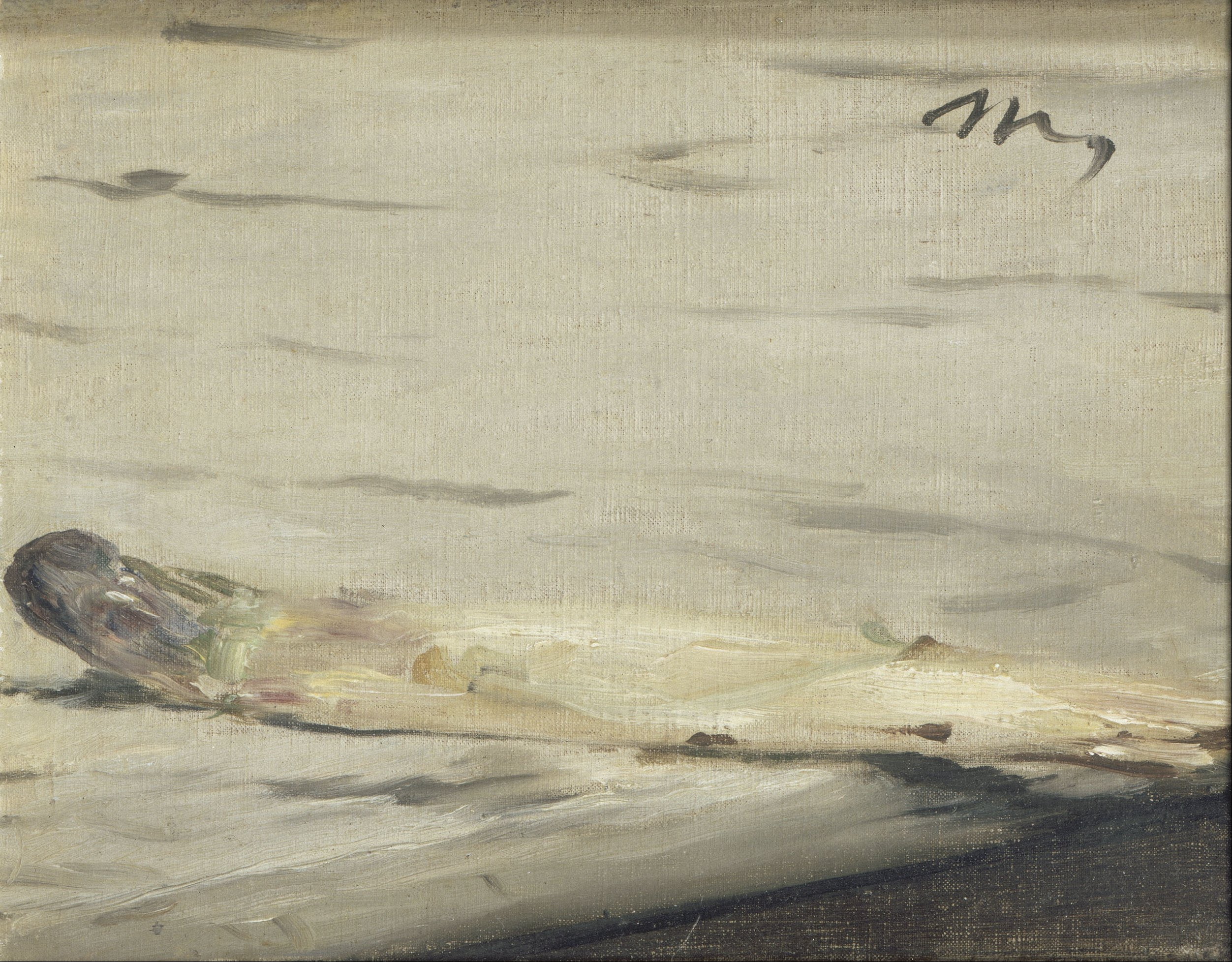
L'Asperge.